# ＃302
「#302」（サンマルニ）は、平井堅の楽曲である。2019年12月4日に46枚目のシングルとして発売された。

## 解説
前作、配信限定シングル「いてもたっても」から約6か月を経て発表された。フィジカル・シングルとしては「Half of me」以来約1年ぶりとなる。ボーナスDVD付き初回生産限定盤と３曲入り通常盤の２形態でリリースされた。
表題曲「#302」は、TBS系「金曜ドラマ」『4分間のマリーゴールド』の主題歌。「身を焦がすような恋」というテーマのもとに、ドラマと並走するようなもう一つのラブストーリーというイメージをシンプルなアレンジのミディアム・バラードで表現している。発売に先立つ10月25日よりフル音源が先行配信された。
平井は本曲について、「バーのカウンターに男女が座ってお酒が二つ置いてあることを想像して書いた『even if』と同じような、“密室第三者あり片思い系”ソング」であると語っている。また、楽曲の舞台となっているカラオケボックスは実在する店舗がモデルとなっており、平井自身が実際に体験したエピソードなどが歌詞に込められているという。
初回生産限定盤のボーナスDVDに収録された「＃302」のミュージック・ビデオは、内山拓也が監督を務め、佐久間由衣、清原翔出演で撮影されたもので、楽曲から受けたストレートなラブソングを、誰もが“自分ごと”に感じられるような男女の気持ちの移ろいを表現したものとなっている。
通常盤の2曲目に収録されている「かわいそうだよね」は、2018年にJUJUに提供した楽曲のセルフカバー。平井自身初の作詞・作曲での楽曲提供であった。3曲目に収録されている「トドカナイカラ（Kan Sano Remix）」は、2018年5月にリリースしたシングル表題曲をKan Sanoによりリミックスした曲。

## 収録曲

### 初回生産限定盤
| 全作詞・作曲: 平井堅。 |                       |        |            |                   |      |
| #                      | タイトル              | 作詞   | 作曲・編曲 | 編曲              | 時間 |
| 1.                     | 「#302」              | 平井堅 | 平井堅     | Tomi Yo、石成正人 | 4:29 |
| 2.                     | 「#302 -less vocal-」 | 平井堅 | 平井堅     | Tomi Yo、石成正人 | 4:27 |

| #  | タイトル                        | 作詞 | 作曲・編曲 | 時間 |
| -- | ------------------------------- | ---- | ---------- | ---- |
| 1. | 「#302(Music Video)」           |      |            | 4:29 |
| 2. | 「いてもたっても(Music Video)」 |      |            | 3:23 |

### 通常盤
| 全作詞・作曲: 平井堅。 |                                     |           |            |                   |            |      |
| #                      | タイトル                            | 作詞      | 作曲・編曲 | 編曲              | リミックス | 時間 |
| 1.                     | 「#302」                            | 平井堅    | 平井堅     | Tomi Yo、石成正人 |            | 4:28 |
| 2.                     | 「かわいそうだよね」                | 平井堅    | 平井堅     | 松浦晃久          |            | 5:01 |
| 3.                     | 「トドカナイカラ (Kan Sano Remix)」 | 平井堅    | 平井堅     |                   | Kan Sano   | 3:45 |
| 合計時間:              | 合計時間:                           | 合計時間: | 合計時間:  | 13:15             |            |      |